# Alfonso de Bolaños
Fray Alfonso de Bolaños (¿Burgos?, Corona de Castilla - 1478, Menceyato de Güímar, isla de Tenerife) fue un fraile y misionero franciscano del siglo XV. Se le apoda el «Apóstol de Tenerife» debido a que inició un proceso evangelizador en esta isla aproximadamente 30 años antes de la conquista de la misma.

## Biografía

### Primeros años
Es un personaje histórico del que poco se sabe en sus primeros años de vida. Se ha supuesto que nació en la ciudad de Burgos, en la época situada en la Corona de Castilla, probablemente a principios del siglo XV. Esto se deduce por los lazos que lo unían con esta ciudad, de hecho Alfonso de Bolaños ingresó en su juventud en un convento burgalés. Si bien otras fuentes opinan que podría haber sido andaluz.
Más tarde, gracias a una bula del papa Pío II en 1462, Alfonso de Bolaños fue enviado junto a otros monjes a las misiones en Guinea y las Islas Canarias. En esta bula papal, Pío II se refiere a él como "atleta de la fe" y lo encomió como líder de la misión.

### Misión en Tenerife
Alfonso de Bolaños se estableció junto con otros dos monjes, Fray Masedo y Fray Diego de Belmanúa, en el sureste de la isla de Tenerife, en el Menceyato de Güímar en época de los guanches (antiguos aborígenes de la isla). En este lugar construyó un eremitorio en lo que actualmente es la localidad de Candelaria, lugar en donde los aborígenes veneraban a la imagen de la Virgen de Candelaria en la Cueva de Achbinico. Si bien, su proyecto misionero no se limitaba a la isla de Tenerife sino que tenía como principal objetivo la costa africana.
Estos religiosos vivían entre los guanches, hablando su lengua y bautizando a muchos de ellos. Contaron con el apoyo del traductor nativo Antón Guanche el cual había sido cristianizado años atrás en Lanzarote. El apoyo del Papa a su empresa derivó en tensiones con la Vicaría franciscana y con Diego de Herrera, señor de las Islas Canarias, el cual lo consideraba un intruso en sus dominios. Se cree que este incipiente catolicismo insular debió de estar inbuído en gran medida de elementos nativos, produciéndose un sincretismo religioso entre creencias cristianas y guanches. 
Tras ser nombrado Sixto IV como nuevo Papa, Fray Alfonso de Bolaños se dirigió a Roma para presentarle los frutos de su proyecto evangelizador. En el informe presentado al Papa, Bolaños asegura haber "convertido a miles de paganos", cifra considerada por los analistas actuales como exagerada pero necesaria para seguir contando con apoyo papal. El papa Sixto IV complacido lo nombra Nuncio y Comisario para Guinea y Canarias, por bula de 29 de junio de 1472.
Cuatro años después Alfonso de Bolaños vuelve a informar al Papa del desarrollo de su misión, en la cual refiere que cuatro de las siete islas Canarias ya han sido evangelizadas y en las restantes hay grandes expectativas, sobre todo en Tenerife desde donde dirige el proceso evangelizador.

### Muerte
Sin embargo, este proyecto misionero desapareció tras la muerte de Bolaños acontecida en 1478 en el eremitorio. Pues en 1480, una bula revocó todos los privilegios  concedidos a él y a sus sucesores, creándose la llamada Vicaría franciscana de Canarias y otras islas.
En cualquier caso, cuando tuvo lugar pocas décadas después de su muerte la conquista de Tenerife comandada por Alonso Fernández de Lugo entre 1494 y 1496, prácticamente todo el sur de la isla estaba ya evangelizado.